# 小野仲若子
小野 仲若子（ おのの なかつわくご、生没年不詳）は、古墳時代の官人。姓は臣。

## 記録
『日本書紀』巻第二十に、敏達天皇の夫人（ぶにん）である老女子夫人の父として登場するのみであり、その事績・系譜などは明らかにされてはいない。『古事記』でも同様に老女子郎女の父としてその名が見える。